# Ponches-Estruval
Ponches-Estruval est une commune française située dans le département de la Somme, en région Hauts-de-France.
Depuis le 13 février 2020, la commune fait partie du parc naturel régional Baie de Somme - Picardie maritime.

## Géographie

### Localisation
Ponches-Estruval est un village picard du Ponthieu.
À vol d'oiseau, la localité est située à 7 km au nord de Crécy-en-Ponthieu, 12 km au sud-ouest d'Hesdin-la-Forêt, 20 km au sud-est de Montreuil-sur-Mer, 23 km au nord d'Abbeville et à 54 km au nord-ouest d'Amiens.
Le territoire de la commune est limitrophe de ceux de six communes.
Les communes limitrophes sont Dominois, Douriez, Tortefontaine, Dompierre-sur-Authie, Ligescourt et Vironchaux.

### Nature du sol et du sous-sol
Le sol et le sous-sol de la commune remontent au Diluvien et au quaternaire. Sur les coteaux, s'étale une terre arable calcaire, sur les pentes affleurent des marnes formées de plusieurs couches séparées par des bandes horizontales de silex. Dans la vallée, sur les trois quarts du territoire communal, le sol est tourbeux et recouvert de terre franche propre à la culture.

### Relief, paysage, végétation
Le territoire de la commune est situé dans la vallée de l'Authie entre 15 et 65 m d'altitude.

### Hydrographie

#### Réseau hydrographique
La commune est située dans le bassin Artois-Picardie. Elle est drainée par l'Authie, le marais et les Fontaines,.
L'Authie, d'une longueur de 108 km, prend sa source dans la commune de Coigneux et se jette  dans la Manche, son embouchure formant une vaste baie, comprise entre Fort-Mahon-Plage et Berck, typique des estuaires picards. Les caractéristiques hydrologiques de l'Authie sont données par la station hydrologique située sur la commune. Le débit moyen mensuel est de 7,83 m3/s. Le débit moyen journalier maximum est de 29 m3/s, atteint lors de la crue du 13 décembre 1966. Le débit instantané maximal est quant à lui de 26,7 m3/s, atteint le 21 mars 2001.

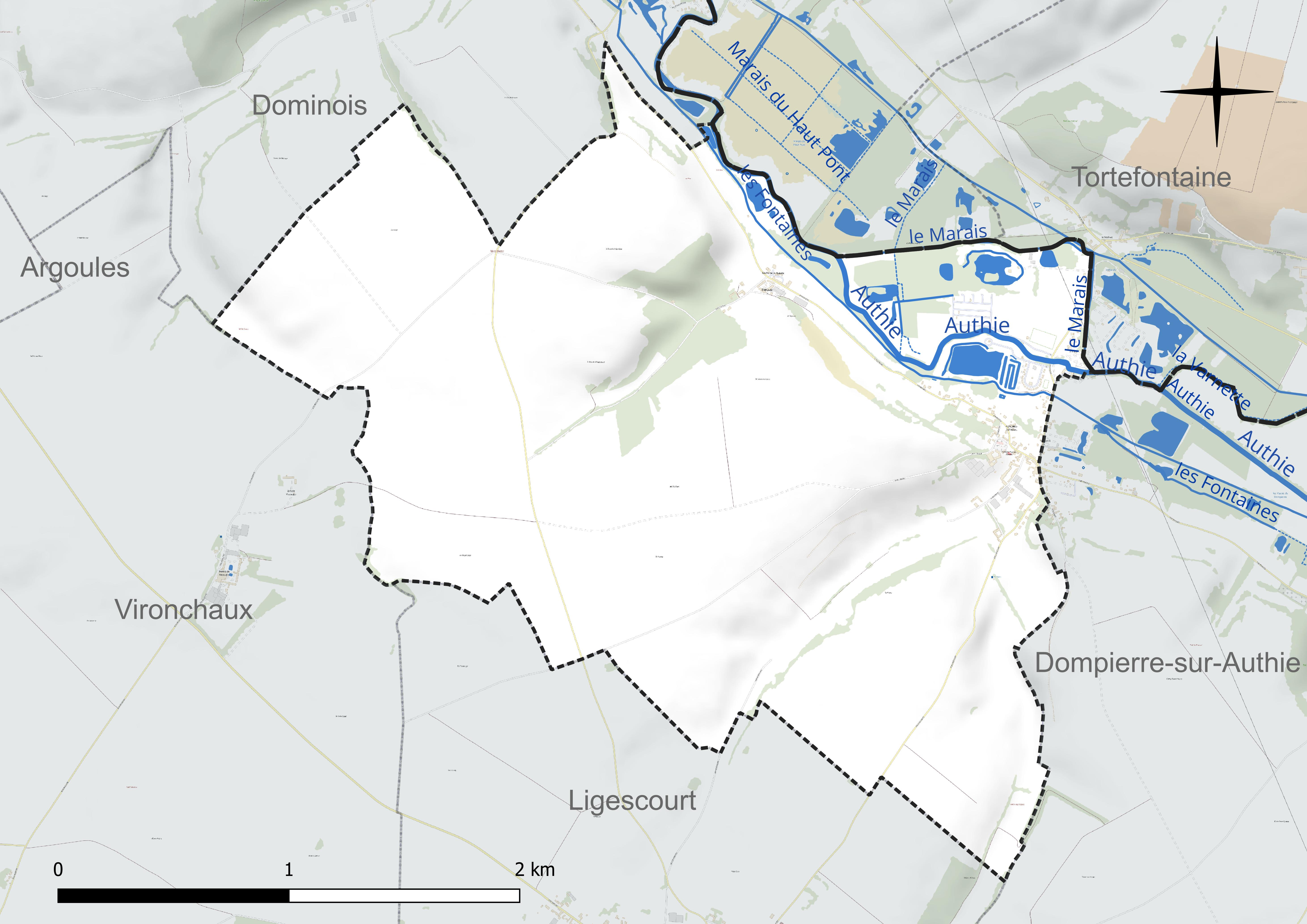
Réseau hydrographique de Ponches-Estruval.

#### Gestion et qualité des eaux
Le territoire communal est couvert par le schéma d'aménagement et de gestion des eaux (SAGE) « Authie ». Ce document de planification concerne un territoire de 1 253 km2 de superficie, délimité par le bassin versant de l'Authie. Le périmètre a été arrêté le 5 août 1999 et le SAGE proprement dit est, en 2024, en cours d'élaboration. La structure porteuse de l'élaboration et de la mise en œuvre est le syndicat mixte Canche Et Authie.
La qualité des cours d'eau peut être consultée sur un site spécial géré par les agences de l'eau et l'Agence française pour la biodiversité.

### Climat
Pour des articles plus généraux, voir Climat des Hauts-de-France et Climat de la Somme.
En 2010, le climat de la commune est de type climat océanique franc, selon une étude du CNRS s'appuyant sur une série de données couvrant la période 1971-2000. En 2020, Météo-France publie une typologie des climats de la France métropolitaine dans laquelle la commune est exposée à un climat océanique et est dans la région climatique Côtes de la Manche orientale, caractérisée par un faible ensoleillement (1 550 h/an) ; forte humidité de l'air (plus de 20 h/jour avec humidité relative > 80 % en hiver), vents forts fréquents.
Pour la période 1971-2000, la température annuelle moyenne est de 10,7 °C, avec une amplitude thermique annuelle de 13,2 °C. Le cumul annuel moyen de précipitations est de 904 mm, avec 12,5 jours de précipitations en janvier et 8,2 jours en juillet. Pour la période 1991-2020, la température moyenne annuelle observée sur la station météorologique la plus proche, située sur la commune d'Abbeville à 23 km à vol d'oiseau, est de 11,0 °C et le cumul annuel moyen de précipitations est de 806,2 mm,. Pour l'avenir, les paramètres climatiques de la commune estimés pour 2050 selon différents scénarios d'émission de gaz à effet de serre sont consultables sur un site spécial publié par Météo-France en novembre 2022.

## Urbanisme

### Typologie
Au 1er janvier 2024, Ponches-Estruval est catégorisée commune rurale à habitat très dispersé, selon la nouvelle grille communale de densité à sept niveaux définie par l'Insee en 2022.
Elle est située hors unité urbaine et hors attraction des villes,.

### Occupation des sols
L'occupation des sols de la commune, telle qu'elle ressort de la base de données européenne d'occupation biophysique des sols Corine Land Cover (CLC), est marquée par l'importance des territoires agricoles (87,7 % en 2018), une proportion identique à celle de 1990 (87,7 %). La répartition détaillée en 2018 est la suivante : 
terres arables (73,6 %), prairies (14,1 %), zones humides intérieures (7,7 %), zones urbanisées (4,6 %). L'évolution de l'occupation des sols de la commune et de ses infrastructures peut être observée sur les différentes représentations cartographiques du territoire : la carte de Cassini (XVIIIe siècle), la carte d'état-major (1820-1866) et les cartes ou photos aériennes de l'IGN pour la période actuelle (1950 à aujourd'hui).

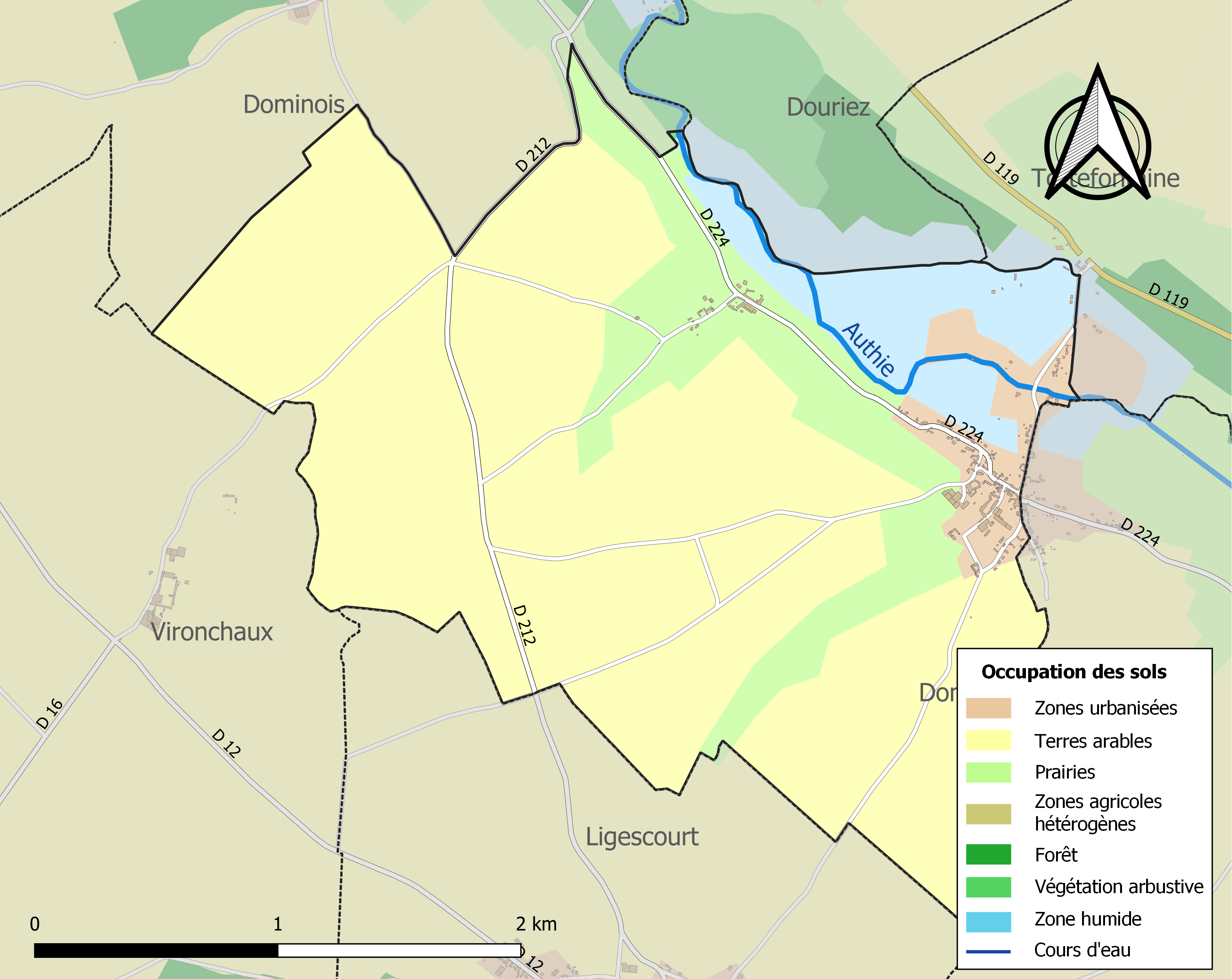
Carte des infrastructures et de l'occupation des sols de la commune en 2018 (CLC).

### Habitat
La commune est constituée de deux entités : Ponches et Estruval qui forment les deux agglomérations principales.

### Voies de communication et transports
La localité est desservie par les lignes de bus du réseau Trans'80, chaque jour de la semaine, sauf le dimanche.

## Toponymie
La Table de Peutinger nomme Ad Lullia (ad Lullui = chez Julia) le lieu où la via Agrippa de l'Océan franchissait l'Authie.
L'itinéraire d'Antonin le nomme Pontes.
Pontes viendrait du gaulois Pontiu ou Pontivoi et aurait donné le nom Ponthieu.
Estruval viendrait du latin strada c'est-à-dire chaussée pavée et de vallis, vallée.
La présence d'un pont sur l'Authie (comme au Ponchel dans le Pas-de-Calais) est très probablement à l'origine du nom du village.

## Histoire

### Antiquité
Ponches était, à l'époque gallo-romaine, une station (mansio ou mutatio du cursus publicus) située sur la via Agrippa de l'Océan qui reliait Lugdunum (Lyon) à Gesoriacum (Boulogne-sur-Mer) à l'endroit où elle franchissait l'Authie. La distance séparant la station de Lintomagus (Brimeux) - d'Ad Lullia était de XIII lieues. Ad Lullia et la station de Duroico Regum (Domqueur) étaient distants de XI lieues, selon la Table de Peutinger.

### Moyen Âge
Le village de Ponches était fortifié au XIIIe siècle et Estruval qui dépendait de l'abbaye de Domartin possédait un château-fort.
P. de Ponches, lieutenant du bailli de Crécy signa les coutumes du Ponthieu rédigées en 1495.

### Époque moderne
Le 21 juillet 1601, est rendue une sentence de noblesse pour Robert de Beugin, licencié-es-lois, seigneur de Ponches et de Cantherine ou Canteraine.
Le village de Ponches fut brûlé par les Espagnols en 1635.
Les redevances dues à la Noël par les habitants au seigneur étaient composées de :
89 chapons et demi, 72 pains, 1 setier de blé, 8 setiers et demi d'avoine, 60 œufs, 7 poules, 2 oisons, 5 quarterons de poivre, une paire d'éperons de fer, deux paires d'éperons dorés, 73 corvées de bras, 9 livres 19 sous parisii.

### Époque contemporaine
En 1826, les deux communes d'Estruval et de Ponches fusionnèrent pour former la commune actuelle de Ponches-Estruval.

## Politique et administration
| Période                                  | Période                      | Identité           | Étiquette | Qualité                        |
| ---------------------------------------- | ---------------------------- | ------------------ | --------- | ------------------------------ |
| Les données manquantes sont à compléter. |                              |                    |           |                                |
| 1953                                     | 1992                         | Roger Dobremez     | gauche    |                                |
| 1992                                     | décembre 1999                | Alexandre Pouilly  |           |                                |
| mars 2001                                | avril 2014                   | Elisabeth Delattre |           |                                |
| avril 2014                               | En cours (au 8 octobre 2020) | Alain Pouilly      |           | Réélu pour le mandat 2020-2026 |

## Population et société

### Démographie
L'évolution du nombre d'habitants est connue à travers les recensements de la population effectués dans la commune depuis 1793. Pour les communes de moins de 10 000 habitants, une enquête de recensement portant sur toute la population est réalisée tous les cinq ans, les populations de référence des années intermédiaires étant quant à elles estimées par interpolation ou extrapolation. Pour la commune, le premier recensement exhaustif entrant dans le cadre du nouveau dispositif a été réalisé en 2007.

En 2022, la commune comptait 117 habitants, en évolution de +10,38 % par rapport à 2016 (Somme : −1,26 %, France hors Mayotte : +2,11 %).
| 1793 | 1800 | 1806 | 1821 | 1831 | 1836 | 1841 | 1846 | 1851 |
| ---- | ---- | ---- | ---- | ---- | ---- | ---- | ---- | ---- |
| 178  | 180  | 195  | 166  | 235  | 241  | 229  | 255  | 260  |

| 1856 | 1861 | 1866 | 1872 | 1876 | 1881 | 1886 | 1891 | 1896 |
| ---- | ---- | ---- | ---- | ---- | ---- | ---- | ---- | ---- |
| 235  | 261  | 259  | 274  | 252  | 263  | 257  | 230  | 203  |

| 1901 | 1906 | 1911 | 1921 | 1926 | 1931 | 1936 | 1946 | 1954 |
| ---- | ---- | ---- | ---- | ---- | ---- | ---- | ---- | ---- |
| 176  | 167  | 165  | 183  | 180  | 182  | 198  | 200  | 190  |

| 1962 | 1968 | 1975 | 1982 | 1990 | 1999 | 2006 | 2007 | 2012 |
| ---- | ---- | ---- | ---- | ---- | ---- | ---- | ---- | ---- |
| 168  | 167  | 146  | 154  | 123  | 125  | 110  | 108  | 113  |

| 2017 | 2022 | - | - | - | - | - | - | - |
| ---- | ---- | - | - | - | - | - | - | - |
| 101  | 117  | - | - | - | - | - | - | - |

### Enseignement
La commune a possédé une école relevant de l'académie d'Amiens et de la zone B pour les vacances scolaires.
Cette école était regroupée avec celle de Dompierre-sur-Authie au sein d'un regroupement pédagogique intercommunal.
En septembre 2019, l'école est fermée. Les élèves relèvent du regroupement concentré à Gueschart.

## Économie

### Activités économiques et de services
L'activité dominante de la commune reste l'agriculture.
La commune participe aux journées du patrimoine.

## Culture locale et patrimoine

### Lieux et monuments
- Église Saint-Léger : construite en 1613, (XVIIe siècle), de style gothique. À l'intérieur, se trouve un autel dédié à saint Josse, ermite d'origine bretonne qui devint chapelain du comte de Ponthieu, Haymon, pendant sept ans.

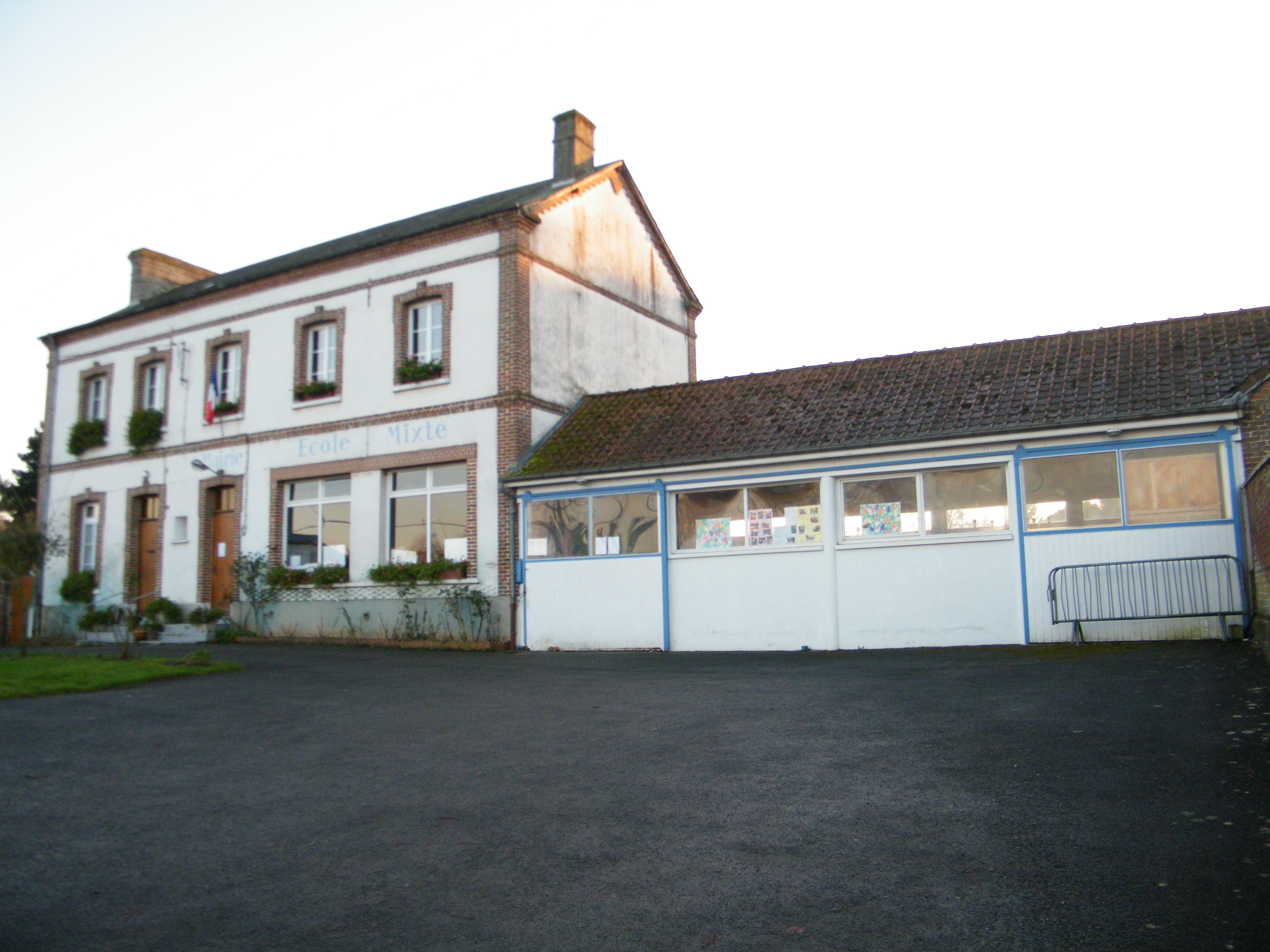
Mairie-école.
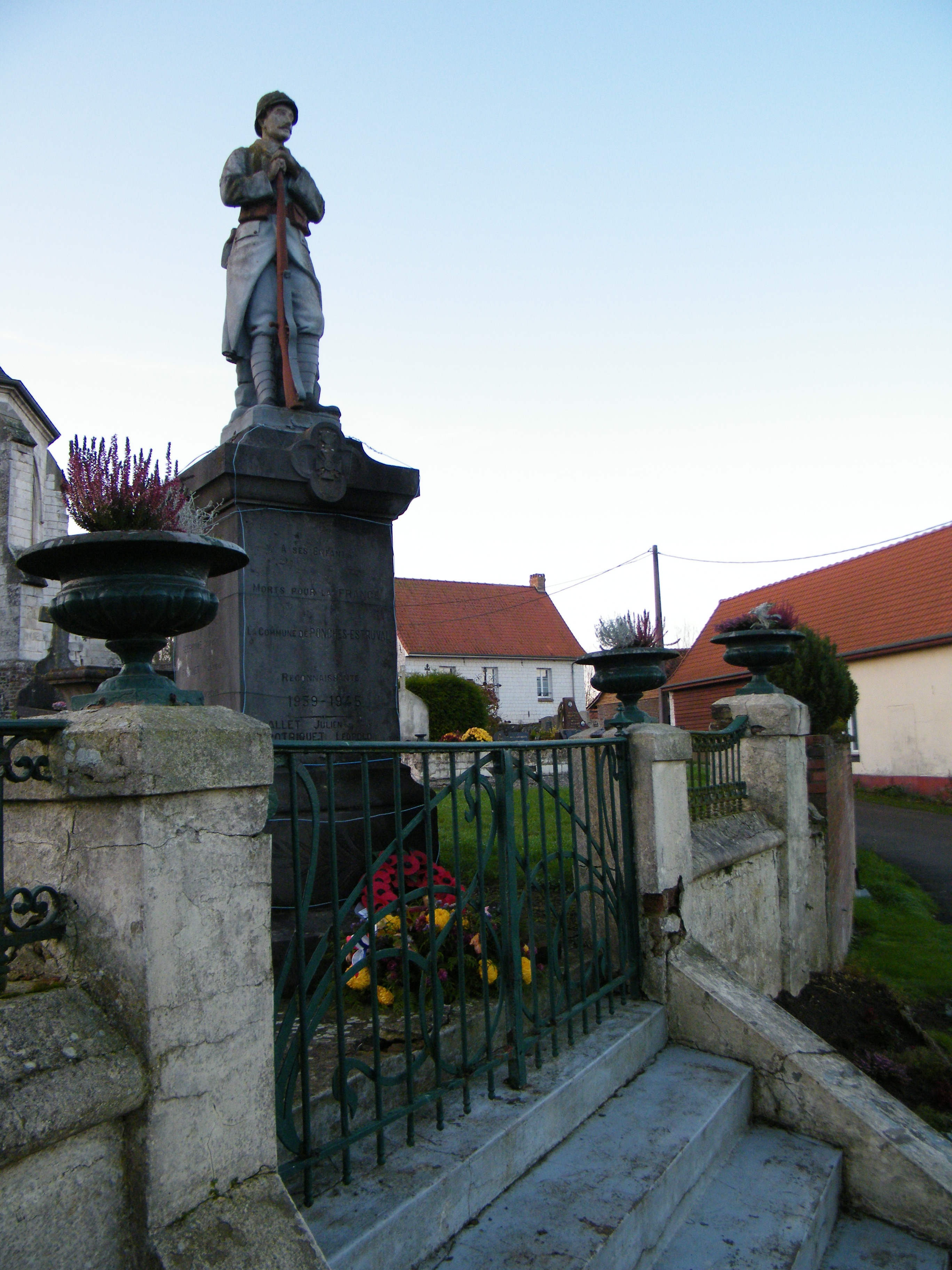
Monument.
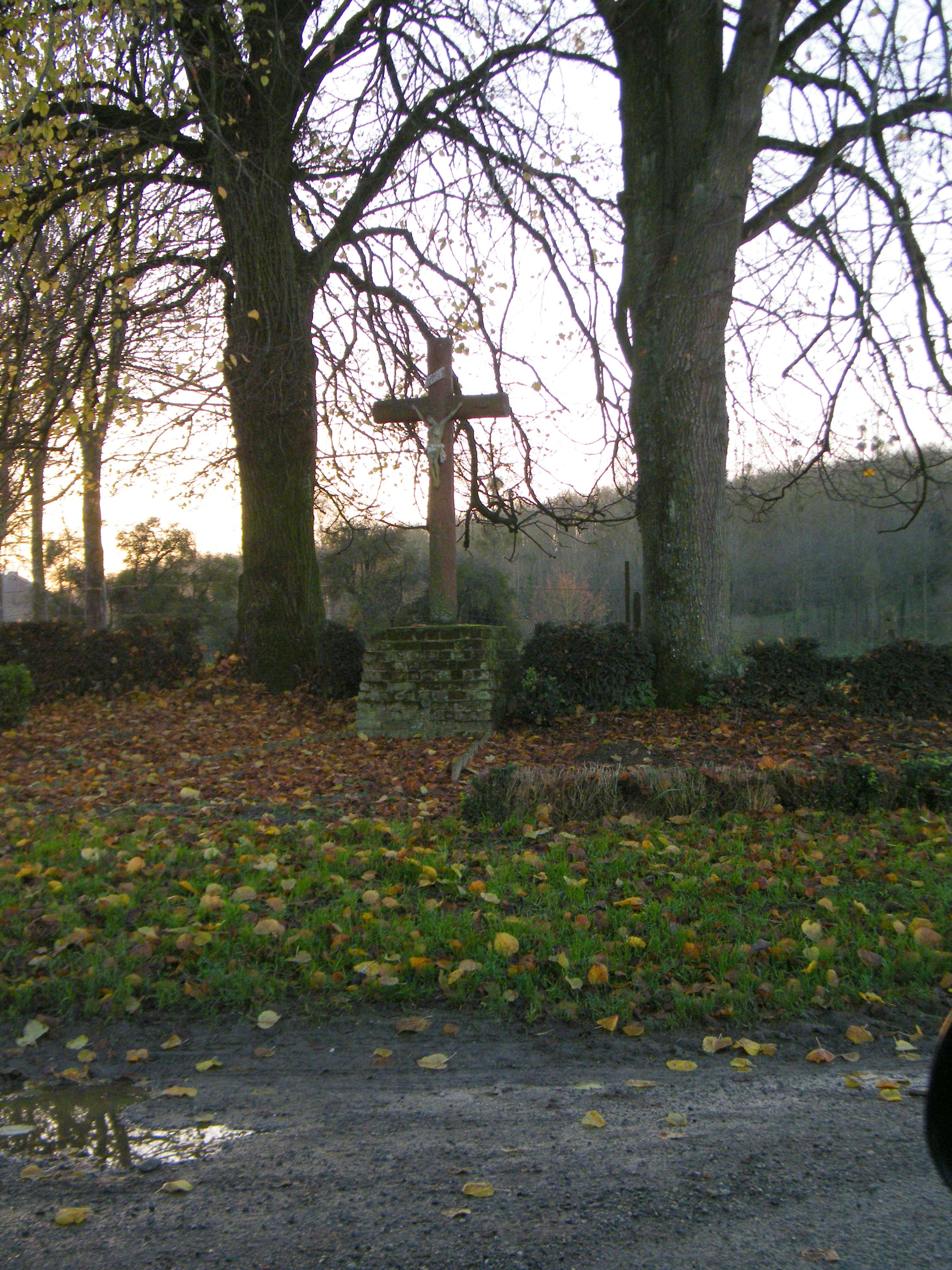
Calvaire à Estruval.
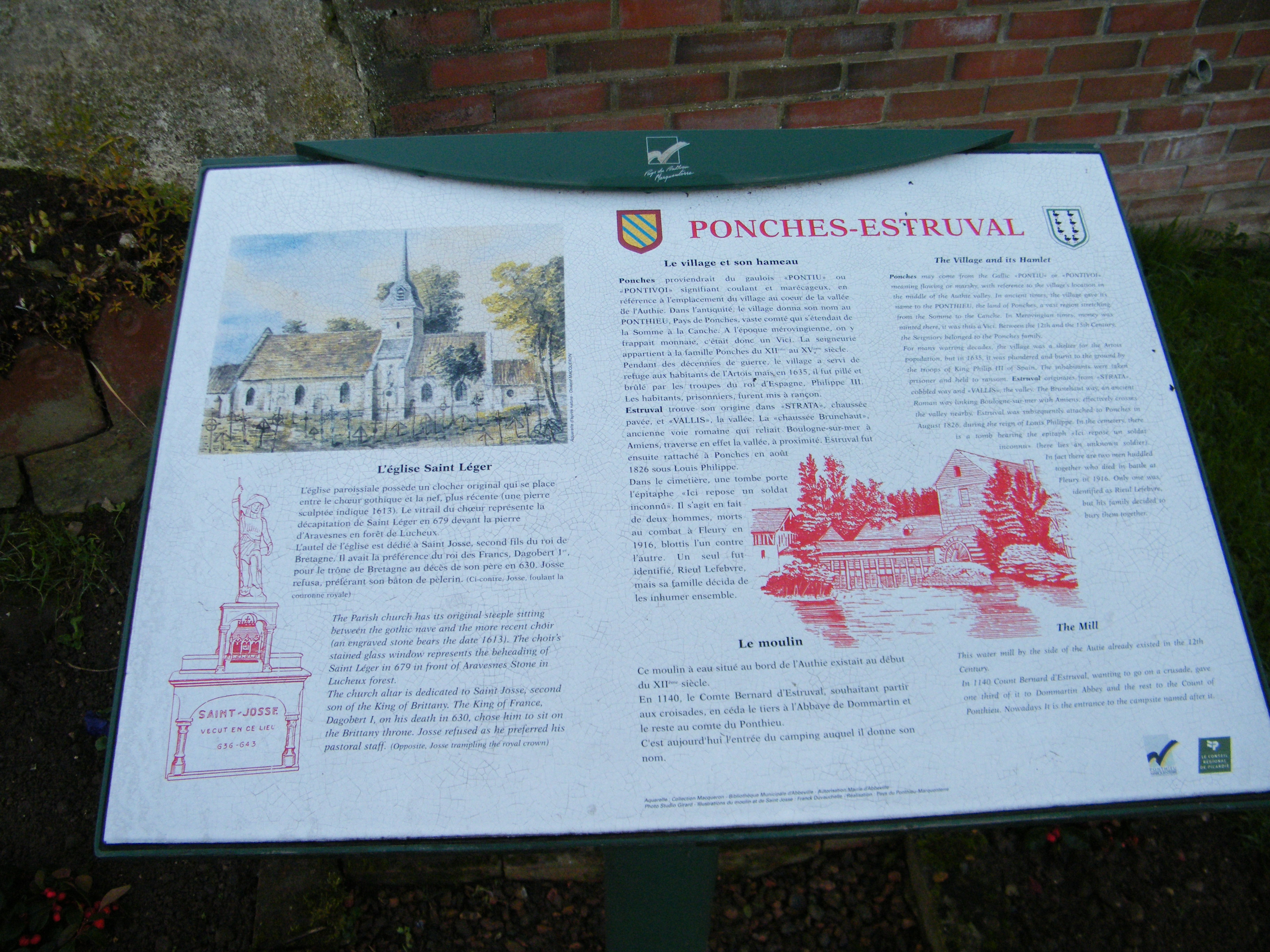
Panneau d'informations.
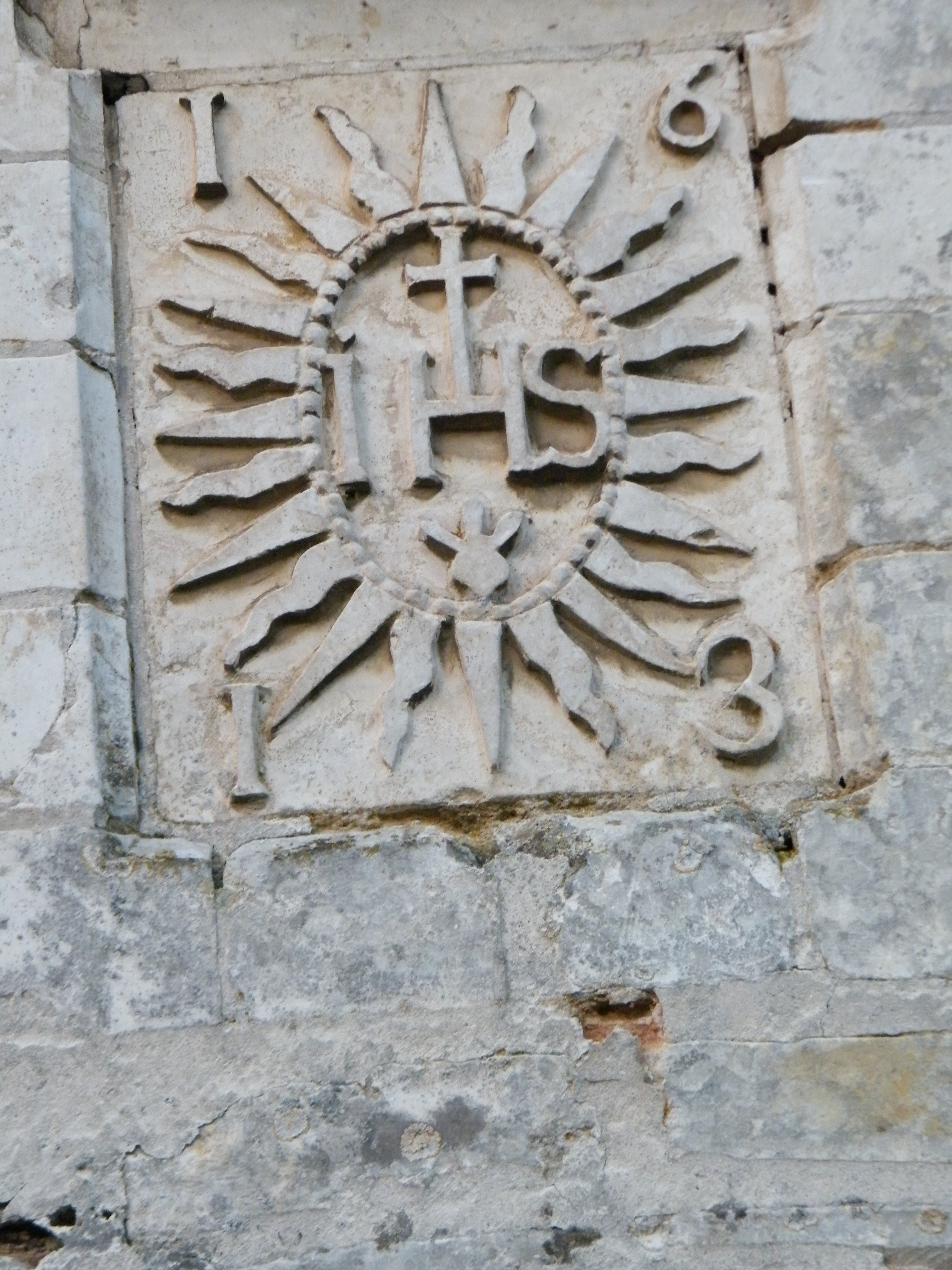
Détail de 1613.

### Héraldique
|  | Les armes de la commune se blasonnent ainsi : d'argent aux huit canettes de sinople, onglées et becquées de gueules, ordonnées en orle. |